# Straight Talk
Straight Talk (en Hispanoamérica Directamente... Shirlee) es una comedia cinematográfica protagonizada por la estrella country Dolly Parton.

## Argumento
Dolly Parton interpretó el papel principal del filme, Shirlee Kenyon. Después de casarse tres veces con un vividor, Shirlee se lía con su mejor amigo, pero harta de él y de su trabajo decide dejarlo todo e irse a Chicago. Allí acude a la cadena de radio WNDY, donde la confunden con una psicóloga. Shirlee y pasa de ser una chica de campo a una gran estrella de la radio de Chicago, gracias a su consultorio sentimental

## Casting
| Actor/actriz      | Rol            |
| ----------------- | -------------- |
| Dolly Parton      | Shirlee Kenyon |
| James Woods       | Jack Russell   |
| Griffin Dunne     | Alan Riegert   |
| Michael Madsen    | Steve          |
| John Sayles       | Guy Girardi    |
| Teri Hatcher      | Janice         |
| Spalding Gray     | Dr. Erdman     |
| Jerry Orbach      | Milo Jacoby    |
| Amy Morton        | Ann            |
| Philip Bosco      | Gene Perlman   |
| Charles Fleischer | Tony           |
| Keith MacKechnie  | Gordon         |
| Jay Thomas        | Zim Zimmerman  |
| Paula Newsome     | Ellen          |
| Tracy Letts       | Sean           |
| John Gegenhuber   | Waiter         |